# Faiz Khaleed
Faiz bin Khaleed (* 15. září 1980 Kuala Lumpur, Malajsie) je stomatolog malajsijského vojenského letectva. V letech 2006–2007 byl náhradníkem prvního a jediného malajsijského kosmonauta Sheikha Muszaphara Shukora Al Masrieho.

## Život

### Lékař
Faiz Khaleed pochází z malajsijské metropole Kuala Lumpuru. Vystudovoval stomatologickou fakultu Univerzity Malaja (University Malaya), absolvoval vojenský výcvik a získal místo zubního lékaře ve Stomatologickém centru ministerstva obrany Malajsie v Kuala Lumpuru.

### Kosmonaut
Roku 2003 se Malajsie a Rusko dohodly na návštěvním letu malajsijského účastníka kosmickéhjo letu na Mezinárodní vesmírnou stanici (ISS). Organizací výběru budoucího UKP/SP (Rusky"Učastnik kosmiceskovo poljota / Anglicky SP-Spaceflight Participant / Česky jako účastník kosmického letu – kosmický turista ) byla pověřena ANGKASA, nově založená kosmická agentura Malajsie.Všemi koly výběru nakonec prošli dva lékaři – ortoped Sheikh Muszaphar Shukor Al Masrie a Faiz Khaleed. V září 2006 zahájili výcvik ve Středisku přípravy kosmonautů (CPK) v Hvězdném městečku.
Během přípravy byl Sheikh Muszaphar Shukor vybrán k cestě na ISS jako člen 13. návštěvní expedice a Faiz postaven na místo jeho náhradníka. Sheikhův kosmický let proběhl úspěšně ve dnech 10. – 21. října 2007.